# Due Santi
Due Santi è una frazione amministrativa appartenente alla seconda circoscrizione del comune di Marino, in provincia di Roma, nell'area dei Castelli Romani.

## Storia
La frazione si estende a cavallo della Strada statale 7 Via Appia, in corrispondenza del chilometro 21.5, ai confini meridionali del comune di Marino con il comune di Castel Gandolfo. Fanno parte della frazione di Due Santi le località Ceraseti, Valle del Parco, Spinabella, Castagnole, Casa Rossa e Torraccio.
Presso la località Valle del Parco alla fine degli anni novanta è stata costruita la sede europea della University of Dallas. Poco distante, inoltre, presso i confini con Castel Gandolfo al chilometro 22 della via Appia, c'era la scuola dirigenti del Partito Comunista Italiano intitolata a Palmiro Togliatti. Fu proprio in alcuni casolari di Due Santi che alcuni dirigenti antifascisti, tra cui Antonio Gramsci e Palmiro Togliatti, tenevano riunioni segrete durante il periodo fascista, ospiti di Aurelio Del Gobbo, che poi nel dopoguerra diventò sindaco di Marino.
Tra la vicina frazione di Frattocchie e Due Santi è stato identificato, con alcuni scavi archeologici ottocenteschi, il sito della città latina di Bovillae.

## Monumenti e luoghi d'interesse

### Architetture religiose

#### Edicole sacre
- Edicola della Madonna di Fatima. Collocata nel 1954 -anno mariano indetto da Pio XII- su un portale all'incrocio tra via dei Ceraseti e la strada statale 7 Via Appia.[1]
- Edicola dell'Immacolata Concezione di Lourdes. Piccola immagine situata sul portale ad angolo tra via dei Lombardi e via dei Ceraseti.[1]

### Architetture civili
- Portale Barberini. Grande portale manierista in peperino, risalente presumibilmente all'inizio del Seicento, situato all'incrocio tra l'Appia e via di Spinabella. Dava accesso alle proprietà dei Barberini. Attualmente (2011) è in restauro, anche in seguito all'allarme provocato dal crollo di un portale quasi identico, il portale cosiddetto dei Francesi situato sulla Via dei Laghi in comune di Ciampino, località Sassone, nei primi mesi del 2011.[2] Un terzo portale di analogo stile ed epoca si trova a Marino centro nel quartiere Borgo Garibaldi, a Villa Colizza - già Villa Colonna di Canepina, oggi istituto religioso -.